# Adam Goldstein

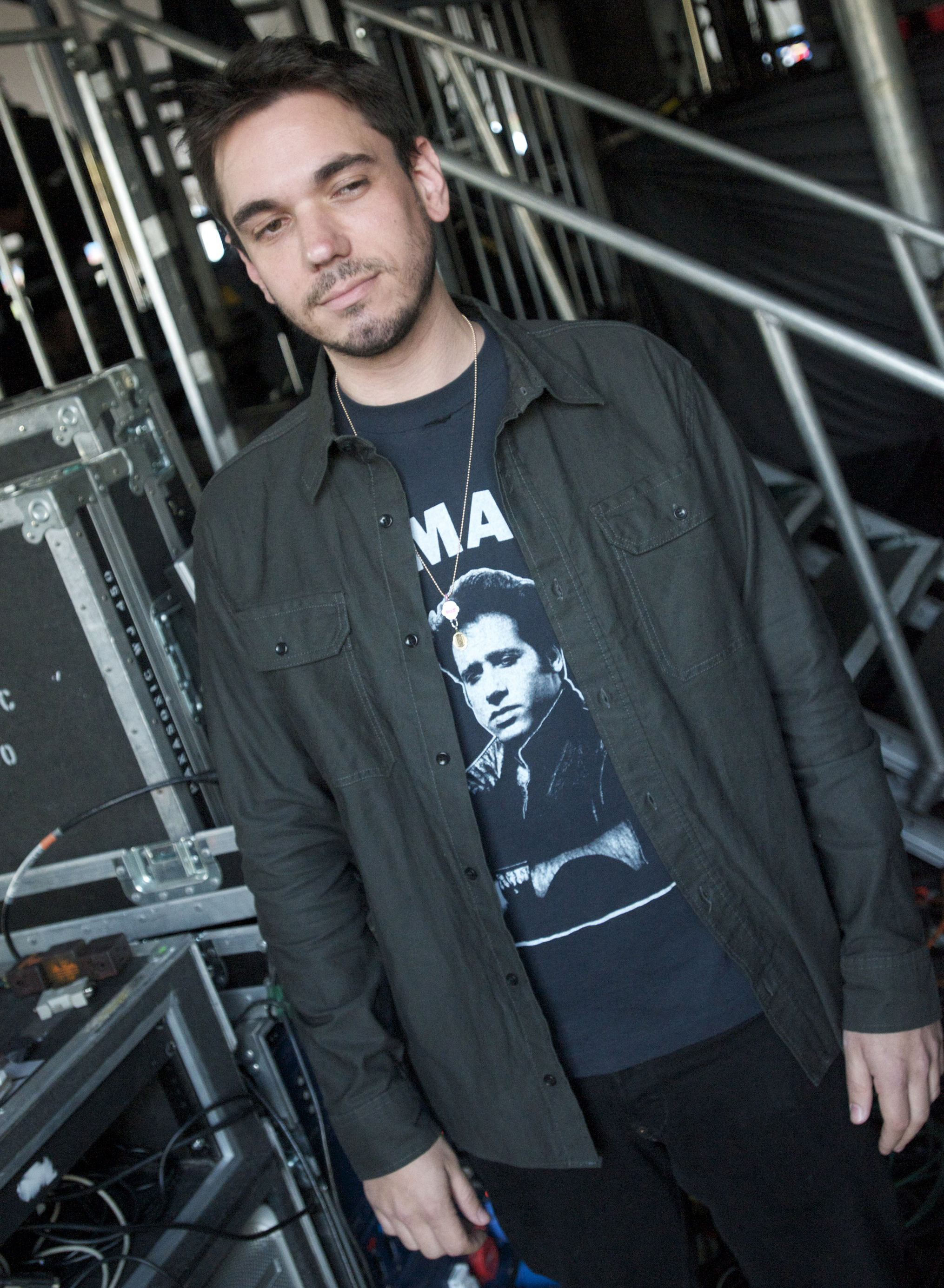
Adam Goldstein im Juni 2009

Adam Michael Goldstein (* 30. März 1973 in Philadelphia; † 28. August 2009 in New York City) war ein US-amerikanischer Musiker, Disc Jockey (DJ) und Musikproduzent. Besser bekannt wurde er unter seinem Künstlernamen DJ AM.

## Leben
Goldstein wurde in eine jüdische Familie geboren.

DJ-AM-Logo

Mit 20 Jahren begann er mit dem Remixen von Songs. 1999 wurde er Mitglied der Nu-Metal-Band Crazy Town. Später arbeitete er mit Musikern wie Samantha Ronson,  Papa Roach, Madonna oder Will Smith zusammen. Er war verlobt mit Nicole Richie, der Tochter Lionel Richies.
Am 20. September 2008 war Goldstein Passagier eines Geschäftsreiseflugzeugs vom Typ Learjet 60, das während des Starts verunglückte (→ Flugunfall eines Learjet 60 auf dem Columbia Metropolitan Airport 2008). Er gehörte neben dem Schlagzeuger Travis Barker zu den einzigen Überlebenden des Unglücks, trug jedoch schwere Verbrennungen davon.
Am 28. August 2009 wurde Goldstein tot in seinem New Yorker Apartment aufgefunden. Dem Untersuchungsbericht zufolge starb er an einer Überdosis Schmerzmittel. Bei der Autopsie wurden neun Oxycodon-Tabletten in seinem Magen gefunden, die im Apartment gefundene Crack-Pfeife wies keine Spuren eines kürzlichen Gebrauchs auf.
Goldsteins Leichnam wurde eingeäschert und auf dem Hillside Memorial Park Cemetery  in Culver City, Los Angeles County, Kalifornien beigesetzt. Sein Grabblock ist Garden of Rebecca, Block 12, Plot 106, Space 2.

## Trivia
- Goldstein war ein großer Schuhsammler, besonders von Nike. Er besaß über 600 Paar Schuhe, auch von Nike für ihn persönlich angefertigte Sportschuhe. Nike hat einige Zeit lang das DJ-AM-Logo auf einer Schuhreihe verwendet.
- Zu Goldsteins engstem Freundeskreis zählten unter anderen Steve Aoki,  Travis Barker, Jay-Z, Paris Hilton, Shifty Shellshock, Kanye West, Will Smith und Lionel Richie.
- „DJ AM“ ist als Figur im Spiel DJ Hero anzutreffen.
- Im Film Iron Man 2 hat er einen kleinen Auftritt als DJ auf einer Party. Die kurz vor seinem Tod gedrehte Szene wurde mit dem Einverständnis der Familie im Film benutzt. Im Abspann ist eine Widmung zu finden.

## Veröffentlichungen
Alben
- 2003: Samantha Ronson & DJ AM – Challah

- 1999: Mit Crazy Town: Crazy Town – The Gift of Game

Mixtapes
- 2008: TRV$DJAM – Fix Your Face (Vol. 1)
- 2009: TRV$DJAM – Fix Your Face (Vol. 2)

Appears on
- 2004: Shifty Shellshock – Happy Love Sick
- 2005: Various Artists – DJ Darkzone Presents Club Stars
- N.A.S.A. – The Mayor (feat. The Cool Kids, Ghostface Killah, Scarface and DJ AM)

Drummer
- 2004: Time in Malta – Alone with the Alone

Produzent
- 2004: Dilated Peoples – Neighborhood Watch
- 2004: Various Artists – Oorgasm 17

Scratching
- 1993: Matthew Strachan – Rock Serious Electric Roadshow
- 2000: Papa Roach – Infest
- 2001: Babyface – Face2Face
- 2002: Will Smith – Born to Reign
- 2006: Lady Sovereign – Public Warning
- 2007: Lady Sovereign – Those Were the Days
- 2009: N.A.S.A. – The Spirit of Apollo

Remixes
- 2007: Three 6 Mafia – Stay Fly (DJ AM Remix)
- 2008: Ashlee Simpson – Outta My Head (Ay Ya Ya) (DJ AM and Eli Escobar Remix)
- 2008: Johnny Cash – Ring of Fire (Team Canada Blend/DJ AM Edit)
- 2008: Weezer – Troublemaker (DJ AM and Eli Escobar Remix)
- 2008: The Guru Josh Project – Infinity (Final Mashup Mix)
- 2008: Chris Cornell – Part of Me (DJ AM Remix)
- 2009: AutoErotique – Gladiator (Steve Aoki VS. DJ AM Remix)